# Maupiti (Gemeinde)

Karte von Maupiti und der zugehörigen Atolle

Maupiti ist eine Gemeinde in Französisch-Polynesien. Sie umfasst die Atolle Maupiti, Manuae, Motu One und Maupihaa. 
Der Großteil der Einwohner lebt in den drei ineinander übergehenden Dörfern Vaiea, Petei und Farauru (von Süden nach Norden) am schmalen östlichen Küstenstreifen der zentralen Hauptinsel des Atolls Maupiti, am Fuß des 380 Meter hohen Mont Teurafaatui. Auf dem nordöstlichen Motu, Tuanai, liegt der Flughafen Aéroport de Maupiti.

## Bevölkerungsentwicklung
| Jahr      | 1977 | 1983 | 1988 | 1996 | 2002 | 2007 | 2012 | 2017 | 2022 |
| --------- | ---- | ---- | ---- | ---- | ---- | ---- | ---- | ---- | ---- |
| Einwohner | 710  | 794  | 963  | 1127 | 1191 | 1230 | 1223 | 1286 | 1302 |